# Parepistaurus zanzibaricus
Parepistaurus zanzibaricus är en insektsart som beskrevs av Boris Petrovich Uvarov 1953. Parepistaurus zanzibaricus ingår i släktet Parepistaurus och familjen gräshoppor.

## Underarter
Arten delas in i följande underarter:
- P. z. rufijanus
- P. z. zanzibaricus